# Заполье (Верх-Иньвенское сельское поселение)
Заполье — деревня в Кудымкарском районе Пермского края. Входила в состав Верх-Иньвенского сельского поселения. Располагается западнее от города Кудымкара. Расстояние до районного центра составляет 44 км. По данным Всероссийской переписи населения 2010 года, в деревне проживало 47 человек (23 мужчины и 24 женщины).

## История
По данным на 1 июля 1963 года, в деревне проживало 104 человека. Населённый пункт входил в состав Самковского сельсовета.